# شاهنامه چاپ مسکو
شاهنامه چاپ مسکو تصحیح و ویرایشی از کتاب شاهنامهٔ حکیم ابوالقاسم فردوسی است که در سال‌های ۱۹۷۱-۱۹۶۰ توسط تعدادی از پژوهشگران بنیاد شرق‌شناسی فرهنگستان علوم روسیه (اتحاد جماهیر شوروی سابق) در نُه جلد منتشر شد. شاهنامهٔ چاپ مسکو شناخته‌شده‌ترین و پرفروش‌ترین تصحیح از این کتاب به ویژه در ایران بوده و اکثر شاهنامه‌های موجود در بازار کتاب ایران بر اساس این تصحیح به چاپ رسیده‌اند.

## تصحیح
نسخهٔ ابتدایی شاهنامهٔ چاپ مسکو در ۹ جلد منتشر شده است. سه جلد اول این کتاب بر اساس سه نسخهٔ خطی و از جلد چهارم به بعد بر اساس چهار نسخهٔ خطی تهیه شده است. نسخهٔ خطی اصلی که مبنای تصحیح شاهنامهٔ چاپ مسکو بوده، به سال ۶۷۵ قمری تعلق دارد و به همین دلیل در زمان چاپ نسبت به تصحیح‌های قبلی برتری داشت. مهم‌ترین نسخهٔ دست‌نویس در تصحیح شاهنامهٔ چاپ مسکو، شاهنامهٔ لندن بوده است. در شاهنامهٔ چاپ مسکو اختلاف نسخه‌ها یا نسخه‌بدل‌ها در پانوشت صفحات درج شده است.

## ایرادات
ایرادات زیادی به شاهنامهٔ چاپ مسکو وارد شده است. گفته می‌شود که تعداد زیادی از ابیات اصیل شاهنامه در این نسخه از قلم افتاده و تعداد زیادی از ابیات غیراصیل و الحاقی به متن شاهنامه راه پیدا کرده است. همچنین مصححان در بسیاری موارد دچار غلط‌خوانی متن شده‌اند. همچنین نسخه‌های دست‌نویس زیادی وجود دارند که در شاهنامهٔ چاپ مسکو مورد بررسی قرار نگرفته‌اند.
جلال خالقی مطلق که خود تصحیح دیگری از شاهنامه را به انجام رسانده است، معتقد است که روش پژوهشگران روس در تصحیح شاهنامهٔ چاپ مسکو به صورت «پیروی از اقدم و اصح نسخ» و بر مبنای یک نسخه و لذا غیر انتقادی بوده است. او می‌گوید این پژوهشگران به نسخه‌هایی که در روسیه در اختیار داشته‌اند اکتفا نموده و در کارشان همان نسخه‌ها را هم معرفی نکرده‌اند. خالقی مطلق شاهنامهٔ چاپ مسکو را یک «رونویسی از نسخهٔ لندن با غلط‌های بسیار» می‌داند.

## چاپ‌های شاهنامهٔ چاپ مسکو
چاپ‌های متعددی از روی شاهنامهٔ چاپ مسکو صورت گرفته است.